# Sviluška
Sviluška (Tetranychus) je rod roztočů, kterým je obecně věnována velká pozornost pro jejich schopnost vážně poškozovat rostliny. Rod sviluška patří do čeledě sviluškovití (Tetranychidae), řádu sametkovci (Prostigmata).
Velmi rychle se množí, při přemnožení způsobují značné škody a úhyn rostlin. Rod zahrnuje více než 140 druhů, nejznámější je sviluška chmelová (Tetranychus urticae), sviluška ovocná (Panonychus ulmi). Někdy je za svilušku nesprávně považována nápadně červená sametka podzimní (Trombicula autumnalis).

## EPPO kód

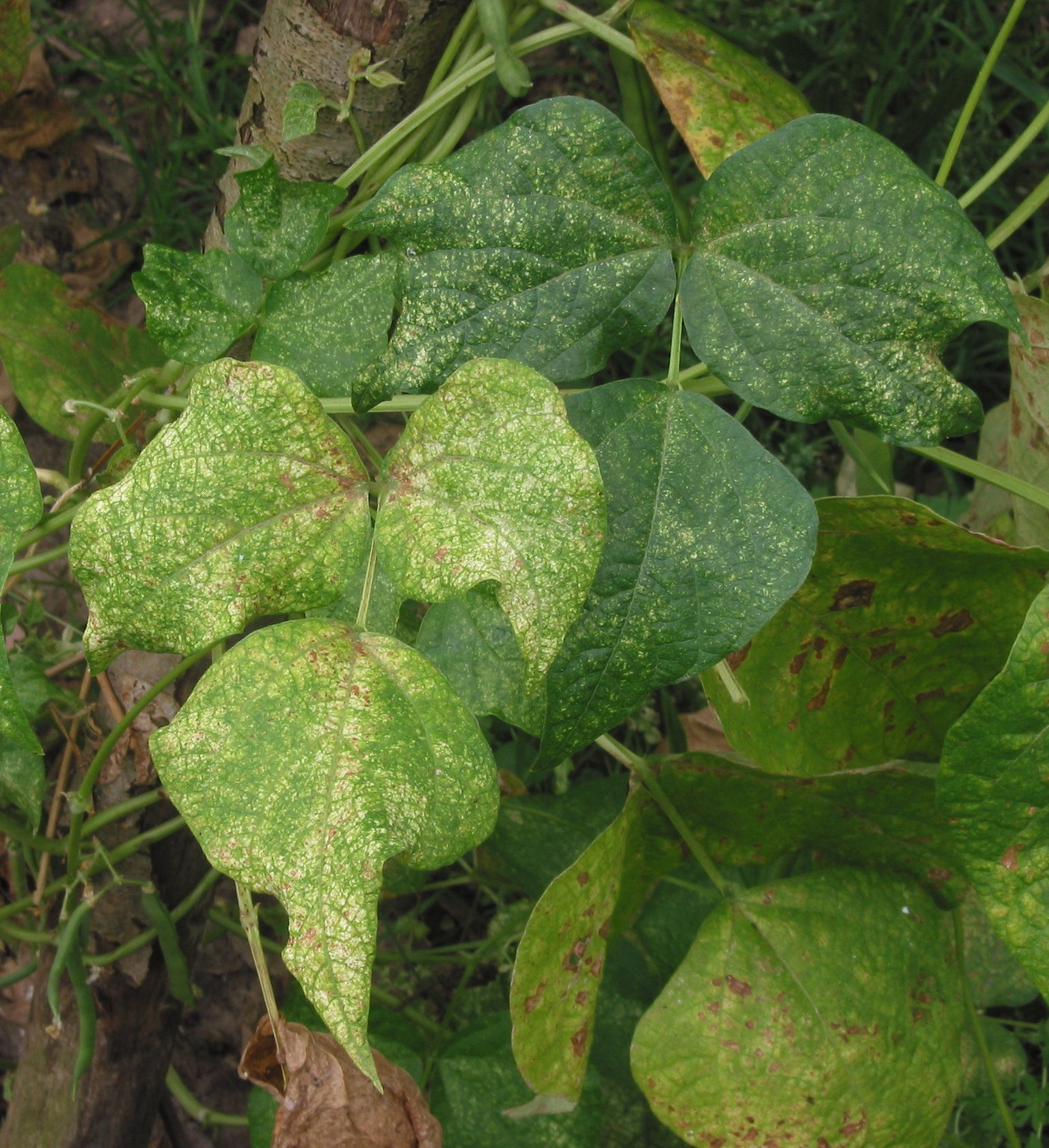
Posátý list

1TETRG

## Zeměpisné rozšíření
Celosvětové.

## Popis
Svilušky jsou 0,5–0,7 mm velcí roztoči, většinou bělavě bezbarví nebo červenooranžoví.

## Hostitel
Polyfágní rod, některé druhy jsou častější na některých rodech rostlin.

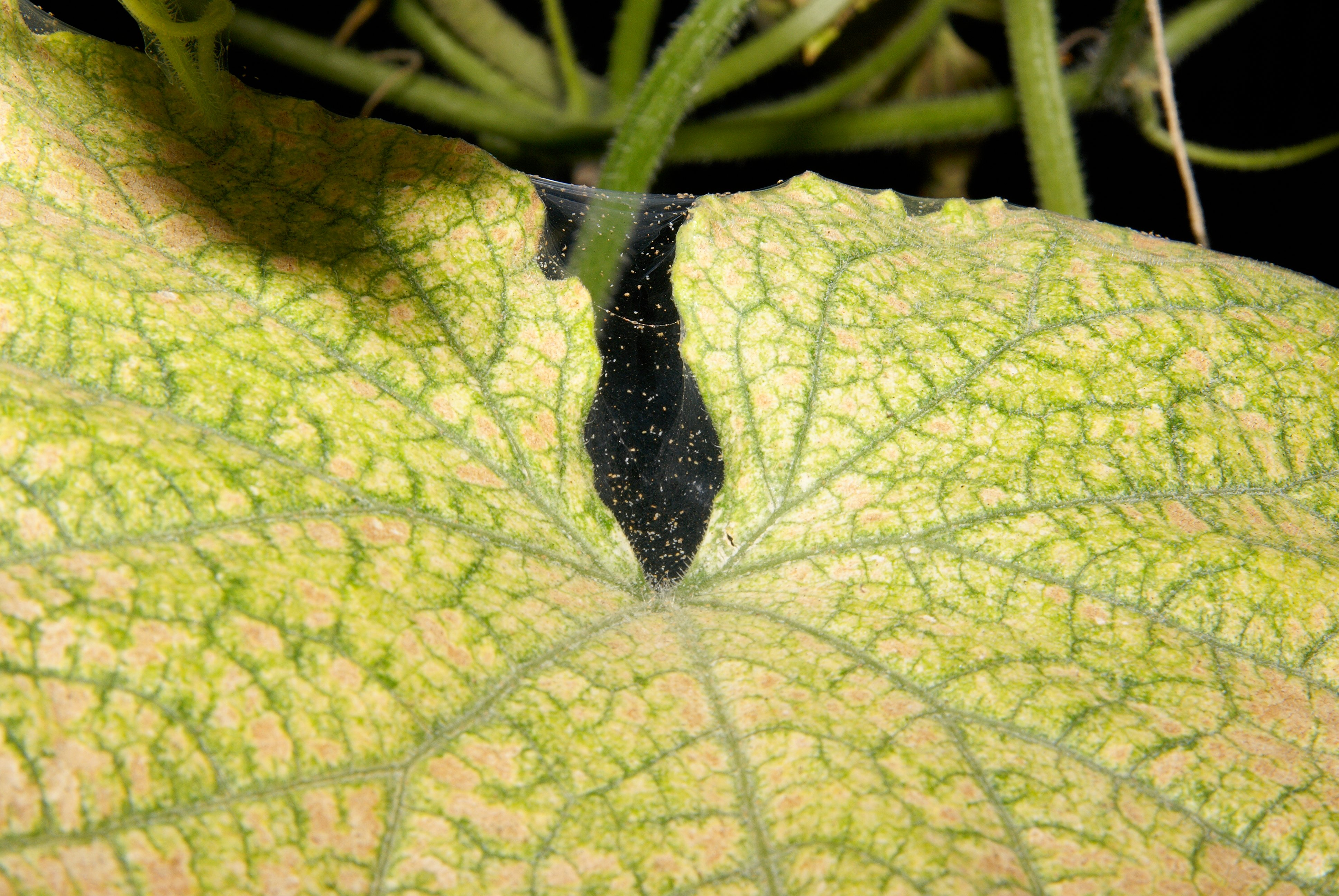
Pavučinky svilušky chmelové

## Příznaky
Drobné skvrny způsobené sáním tkání hostitele, obvykle nejdříve na listech. Zavadání, stříbřitý nádech listů (vzduchové bublinky v tkáních) při větším rozvoji populace jemné nebo později husté pavučinky kolem listů nebo jehlic s drobnými, pohybujícími se barevnými tečkami, usychání listů a rostliny. Pavučinky nebo vlákna bývají často v místě, kde stopka listu přiléhá k větvičce nebo stonku. Sviluška ovocná však například pavučinky nevytváří.
Příznaky při případě invazivním průběhu mohou připomínat náhlé vadnutí a bezdůvodné usychání rostlin. Dřeviny mohou zůstat téměř bezlisté nebo s visícími suchými listy. Roztoči sají na spodní straně listu, kde je lze obvykle vidět pomocí lupy.

### List
Výrazně světlé, nebo stříbřité zbarvení, žlutavé tečky na listech v místech sání (obvykle hustě), chloróza, spojující se suché nekrotizující plochy, list se svinuje nebo zvedá okraje. Listy obvykle zasychají od špičky nebo okrajů. U travin prosychají, hnědnou a žloutnou tkáně nejdříve mezi žilkami. Rzivé skvrnky na palmových listech. Hostitel se snaží vytvářet nové listy, které jsou okamžitě napadány.

### Květy
Hnědnoucí květní oplátky, deformované květy, barevné změny květu, poškozená, zasychající nebo se neotevírající poupata, usychající květy, tečky po sání na plátcích.

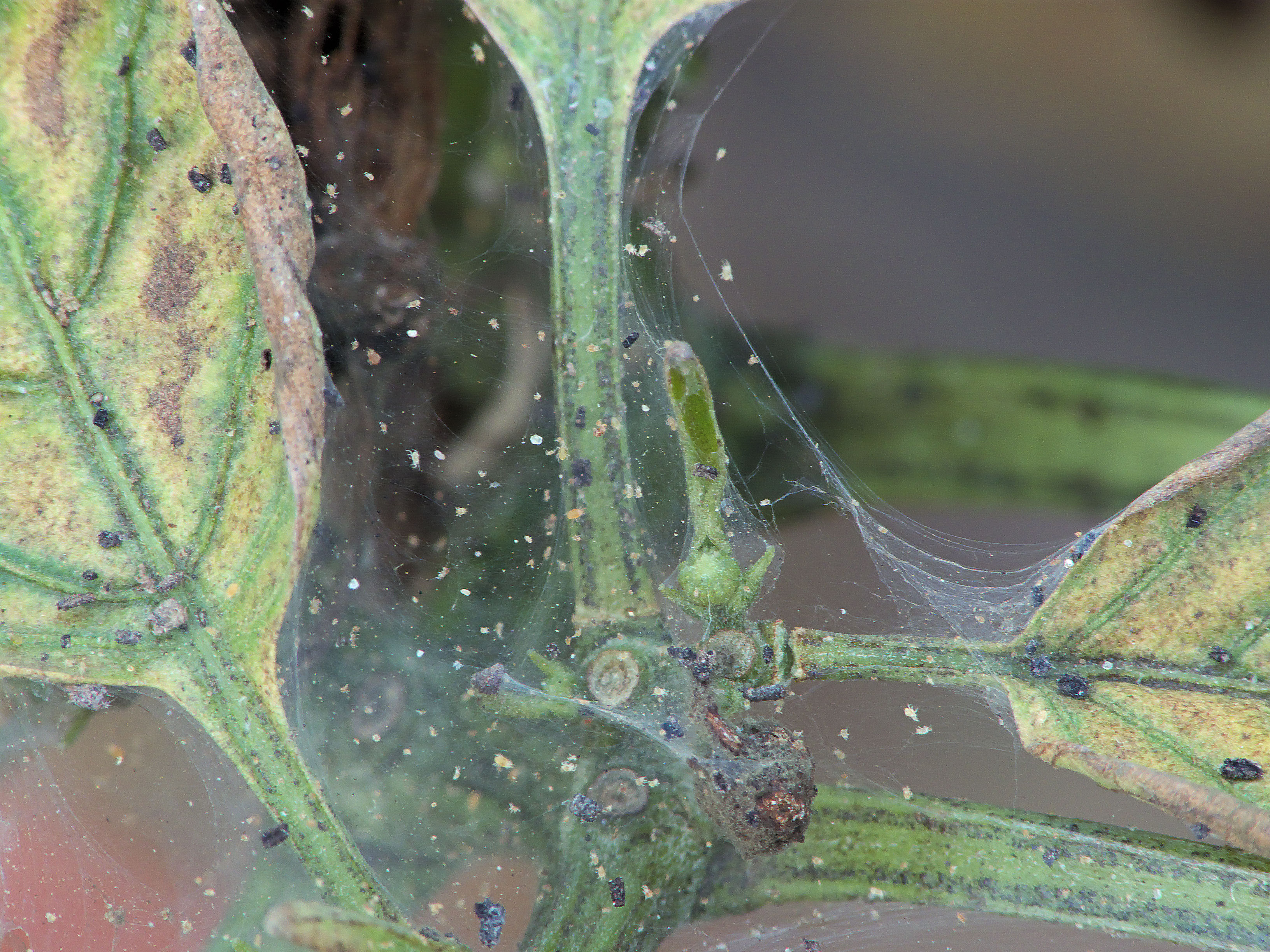
Symptomy napadení sviluškou chmelovou na paprice

### Letorosty
Mladé letorosty mohou být poškozeny, zasychají, bývají zřejmé stopy sání.

### Plody
Posáté plody se deformují.

### Možnost záměny
Saví škůdci.

## Význam
V některých letech se svilušky přemnožují. Oslabují rostliny. Dřevo špatně vyzrává. V příštím roce je slabá násada květů.
Může dojít k úhynu rostliny(např. hrnkové rostliny), poškození u pěstovaných rostlin bývá závažnou vadou vzhledu nebo má za následek snížení velikosti a jakosti sklizně.

## Biologie
Přezimují samice nebo vajíčka, patogen má mnoho generací během roku a rychle se množí.

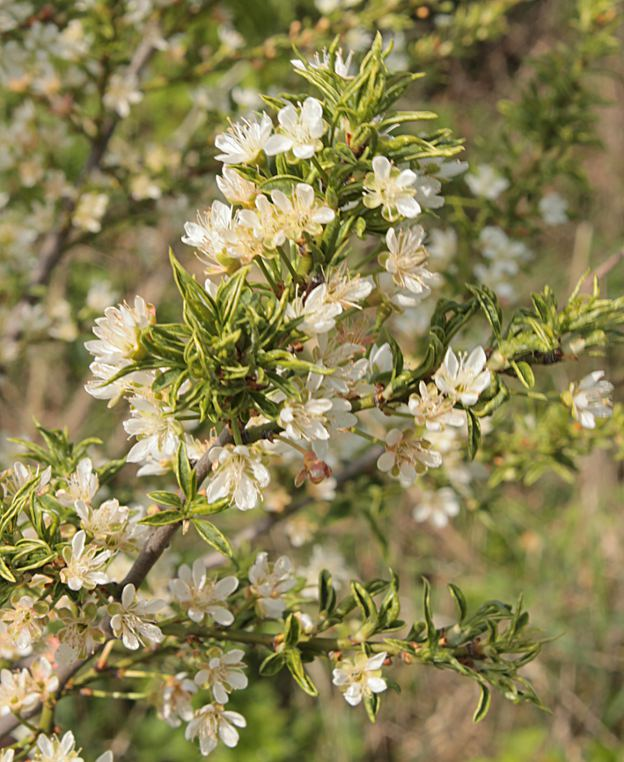
Sviluška na slivoni
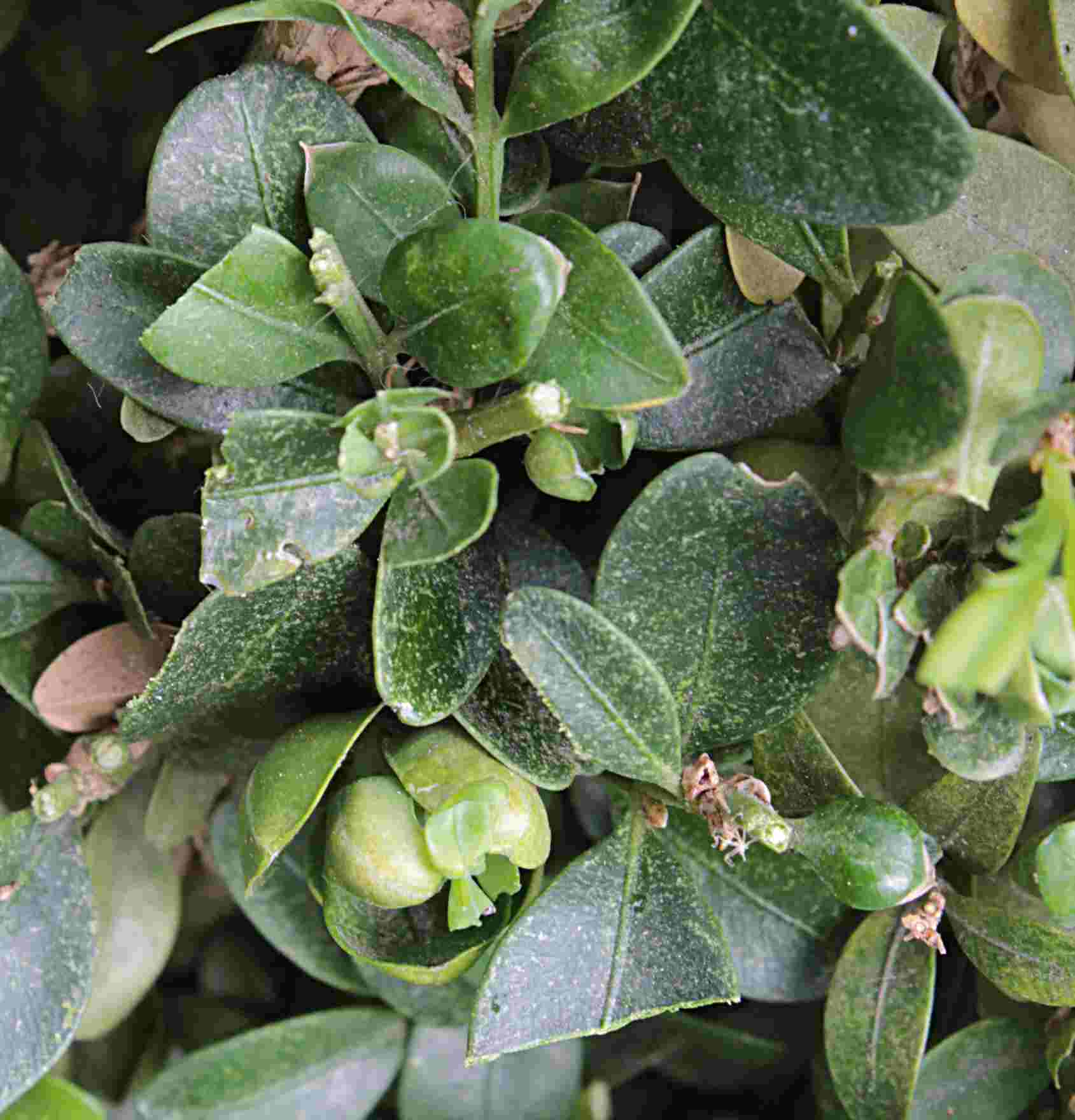
Sviluška na zimostrázu
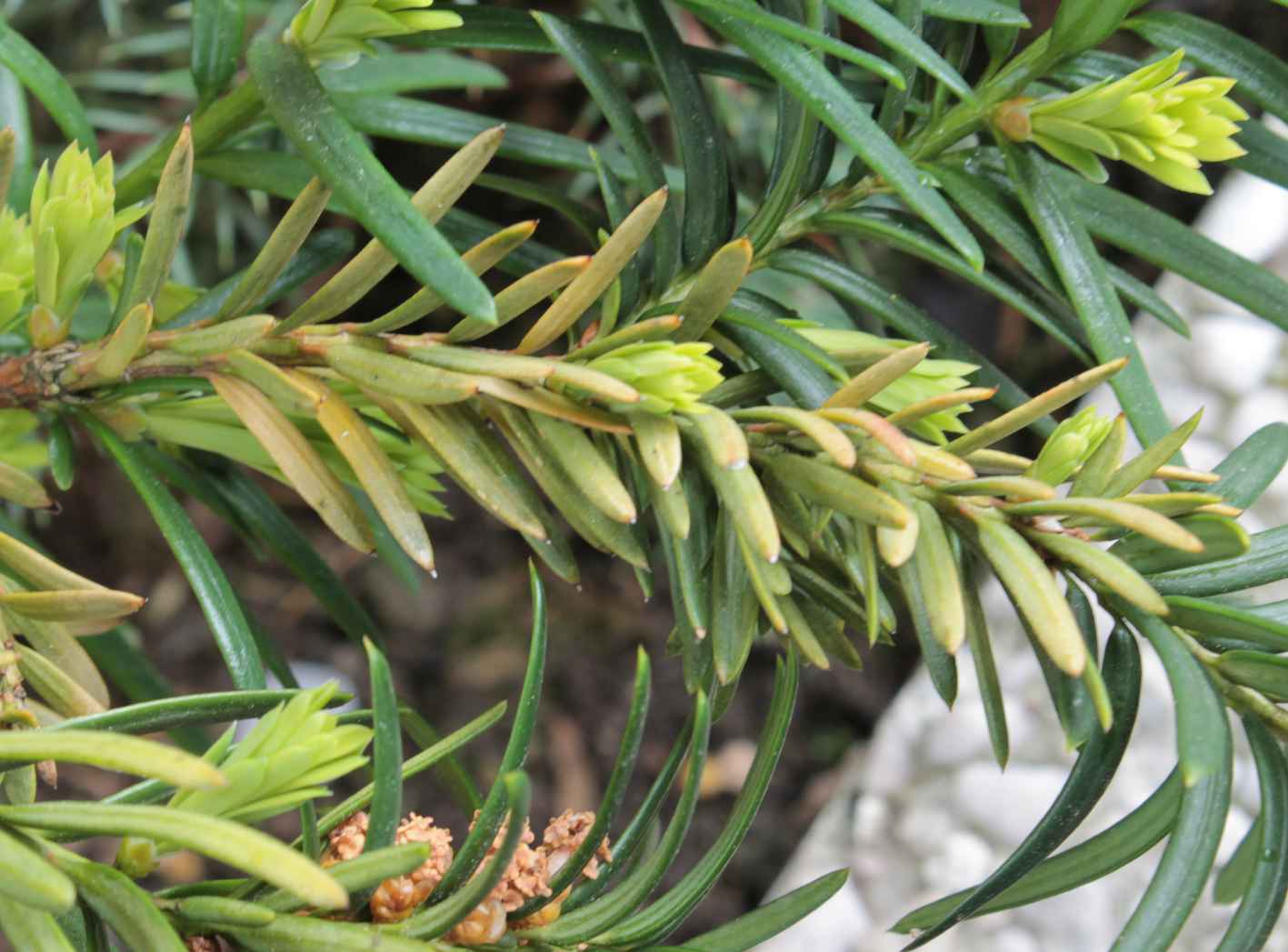
Sviluška na tisu

## Ekologie
Běžný ve všech oblastech. Nejlépe mu vyhovují suché teplé lokality, panelové byty se suchým vzduchem, nejlépe během topné sezóny. Pro vývoj kalamity je ideální vlhké teplé jaro a suché léto téměř bez srážek. Častý patogen skleníkových monokultur.

## Ochrana rostlin
Při napadení lze použít přirozené nepřátele (TYPHLODROMUS PYRI, BIOLAAGENS - PP), ale běžně jsou populace svilušek omezovány svými přirozenými nepřáteli ve svém prostředí a kromě přemnožení není zásah nutný.

### Prevence
Používat zásadně selektivní insekticidy. Nepřehnojovat dusíkem. Nepěstovat citlivé rostliny v bytech se suchým vzduchem, zimní postřiky proti přezimujícím stádiím. 

#### Chemická ochrana
Insekticidy nebo akaricidy.
- FLORAMITE 240 SC
- Nissorun 10 WP
- PRAKTIK SVILUŠKA STOP (hexytthiazox)
- CAREO Koncentrát proti škůdcům (neselektivní insekticid)
- KARATE se ZEON technologií 5 CS (neselektivní insekticid)
- Omite 570 EW
- Talstar (neselektivní insekticid)
- Magus 200 SC
- Sanmite 20 WP
- Vertimec 1,8 EC
- SMC (bio postřik)